# 30
Năm 30 là một năm trong lịch Julius. 